# Чонтош (хребет)
Чонтош — гірський хребет в Карпатах. Розташований в масиві вулканічного гірського масиву Вигорлат на кордоні Великоберезнянського району Закарпатської області Україна та округу Собранці, Кошицький край, східна Словаччина.
До складу Чонтош входять вершини: Попрічний верх (995), Вітрова-Скала (1025) і Голиця (890).
Хребет Чонтош розділяє річка Сирий Потік, яка протікає у південно-східному напрямі та впадає в річку Уж поблизу с. Кам'яниця.